# سانگای آکار
سانگای آکار (به لاتین: Sungai Akar) یک منطقهٔ مسکونی در برونئی است که در بندر سری بگاوان واقع شده‌است.